# Demon Island (Südliche Shetlandinseln)
Demon Island (englisch für Dämoninsel) ist eine 420 m lange und 400 m breite Insel im Archipel der Südlichen Shetlandinseln. Sie ist die größte der Vardim Rocks südwestlich des Devils Point, dem südwestlichen Ausläufer der Byers-Halbinsel auf der Livingston-Insel.
Das UK Antarctic Place-Names Committee benannte sie 2011 in Anlehnung die Benennung des benachbarten Devils Point.